# Viaducto César Gaviria Trujillo
El Viaducto César Gaviria Trujillo es un puente atirantado que une a la ciudad de Pereira con el municipio de Dosquebradas atravesando el valle del río Otún, en del Área Metropolitana de Centro Occidente, en Risaralda, Colombia. Se considera una de las obras viales más importantes de Colombia.
Diariamente transitan por allí 186 000 vehículos. En las mañanas el flujo mayoritario es de Dosquebradas a Pereira y en las tardes sucede lo contrario.

## Historia
El puente fue inaugurado el 19 de noviembre de 1997, y se le dio su nombre en honor al expresidente César Gaviria, antecesor de Ernesto Samper, presidente en ejercicio en el momento de la inauguración de la obra. 
Debido al terremoto de 1999, la obra sufrió serias afectaciones que obligaron a la intervención del viaducto meses después.[cita requerida]

### Campaña sobre cambio de nombre
El 5 de mayo de 2021, durante las manifestaciones del Paro de 2021, el activista universitario Lucas Villa y dos personas que estaban concentradas en un platón en el Viaducto, fueron impactados con proyectiles de armas de fuego, provenientes de un automóvil blanco desconocido. El saldo fue de tres heridos, entre los cuales se destaca el joven Villa, quien falleció al ser impactado por ocho balas.
A raíz de los hechos, el 6 de mayo de 2021 varios ciudadanos de Pereira, entre ellos la defensora de derechos humanos Sidssy y el profesor Luis Carlos Rúa a favor, y amigos de Villa, comenzaron una campaña para modificar el nombre de la obra a  Viaducto Lucas Villa.

## Datos de ingeniería

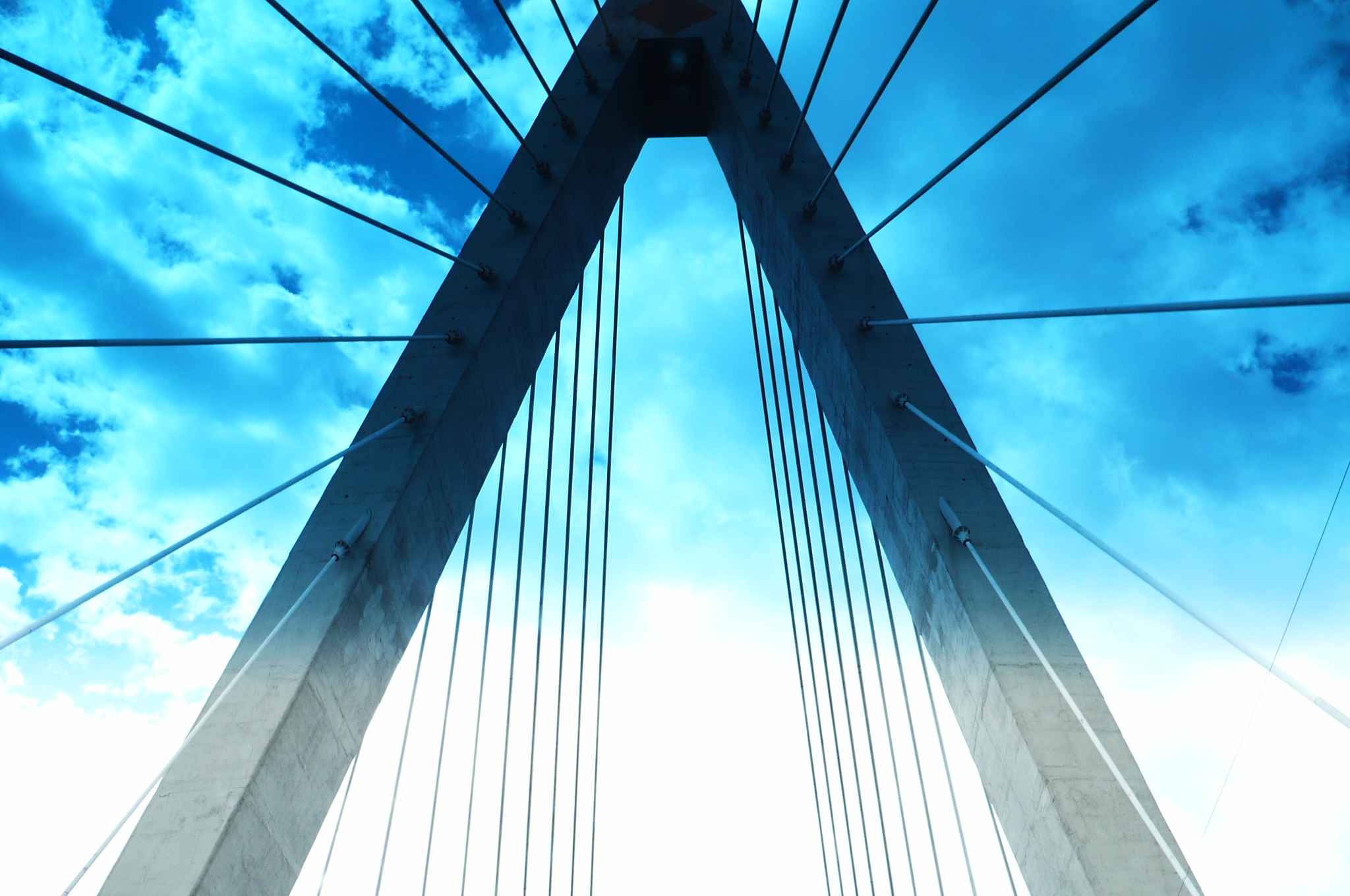
Primera pilona del viaducto

Es una estructura mixta de 704 m de longitud constituida por tres componentes: un puente atirantado central y dos módulos de acceso.
El puente atirantado tiene una longitud de 440 m y está soportado en dos pilones de concreto estructural con alturas de 96 m y 105 m, la luz principal es de 211 m.
Los dos módulos de acceso están soportados en 17 pilas de concreto y el ancho del tablero es de 24 m, el cual se encuentra a una altura de 55 m sobre el río Otún. 
El sí volumen total de concreto estructural empleado en el proyecto fue de 19.500 metros cúbicos y la estructura metálica pesa 2.758 toneladas, de las cuales 177 corresponden al acero de los tirantes. La estructura metálica fue realizada en Venezuela por Industrias Metalúrgicas Van Dam, los talleres de fabricación metálica más grandes del mercado andino. La empresa brasileña Andrade Gutiérrez y la alemana Walter Bau A.G fueron las realizadoras de la obra civil. En cuanto al control de calidad (interventoría-inspección) participaron las empresas Consultécnicos e Hidrociviles (Colombia) y las italianas T.P.L. S.p.A. y T.E.C.N.I.C S.p.A. El diseño y la ingeniería estuvieron a cargo de la firma colombiana Integral y asesorados por la firma estadounidense Figg Engineers.
Su costo aproximado fue de 50.000 Millones de pesos. (60 Millones de US$)
La longitud de su tramo central es de 211 m. El puente constituye un punto de referencia para la ciudad convirtiéndose junto al monumento al Bolívar desnudo en uno de sus principales iconos.
- Longitud puente aire: 615 m
- Longitud puente atirantado: 440 m
- Longitud total con accesos: 704 m
- Luz principal: 211 m
- Ancho del tablero: 24 m
- Altura Pila central 110 m
- Altura Pila secundaria 96 m
- Altura máxima al suelo (sobre el río) 55 m
- Cerca de seguridad
- fundación "real" 19 de noviembre de 1997